# Großer Eyberg
Der Große Eyberg ist ein 513 m ü. NHN hoher Berg im südlichen Pfälzerwald. Er liegt im Landkreis Südwestpfalz auf der Gemarkung der Stadt Dahn im Dahner Felsenland, einem Teil des Wasgaus, der vom Südteil des Pfälzerwaldes gebildet wird. Der Große Eyberg zählt zu den höchsten Bergen des Dahner Felsenlandes.

## Bauwerke
Auf dem Eyberg befindet sich der 18 m hohe Eybergturm, ein als Stahlfachwerkturm ausgeführter Aussichtsturm, der zwischen 1945 und 1949 vom französischen Militär errichtet wurde. Erreichbar ist der Turm nur über unbefestigte Wanderwege. Von seiner Aussichtsplattform bietet sich ein Panoramablick hauptsächlich in südlicher Richtung.
Es gibt auch ein gleichnamiges Hotel (Hotel Eyberg) am Fuße des Berges in Dahn.

## Gewässer
An seinem Westhang entspringt der Seibertsbach.

## Tourismus
Über den Berg führt unter anderem der Höcherbergweg.